# Libertas ecclesiae
Die libertas ecclesiae (lateinisch für Kirchenfreiheit) ist die Freiheit und Unabhängigkeit der sich selbst als eine und von Jesus Christus eingesetzt verstehenden katholischen Kirche.

## Kirchenfreiheit im Mittelalter
Kirchenfreiheit war das zentrale Schlagwort der Kirchenreformen des 11. Jahrhunderts bzw. der Gregorianischen Reformen von Papst Gregor VII. und damit ein „Schlüsselbegriff“ des Investiturstreits. Kirchenfreiheit, die Freiheit der Kirche von Unterdrückung, bedeutete für Gregor VII. konkret vor allem:
- dass die Kirche frei von Einmischungen durch Laien entscheiden und insbesondere ihre Bischöfe einsetzen (Investitur) kann,
- dass die gesamte Kirche unter der faktischen und wo notwendig auch direkten Leitung des Papstes steht
- und dass der Papst in der ganzen Christenheit (christianitas) die höchste Gewalt besitzt.

In der weiteren Entwicklung bis ins dreizehnte Jahrhundert wurde der Begriff der Kirchenfreiheit zum Inbegriff aller von Gott oder von Menschen verliehenen Rechte, in der Formel von Innozenz IV.: ecclesiastica libertas consistit in privilegiis – „Die kirchliche Freiheit besteht in Privilegien“.

## Zweites Vatikanisches Konzil
In der Erklärung über die Religionsfreiheit Dignitatis humanae des Zweiten Vatikanischen Konzils beansprucht die katholische Kirche Freiheit nicht nur auf der Basis des allen Menschen und Gemeinschaften zustehenden Rechtes der religiösen Freiheit, sondern auch auf Basis ihrer (in ihrem Verständnis) von Christus verliehenen Sendung und Autorität:

„Die Freiheit der Kirche ist das grundlegende Prinzip in den Beziehungen zwischen der Kirche und den öffentlichen Gewalten sowie der gesamten bürgerlichen Ordnung. In der menschlichen Gesellschaft und angesichts einer jeden öffentlichen Gewalt erhebt die Kirche Anspruch auf Freiheit als geistliche, von Christus dem Herrn gestiftete Autorität, die kraft göttlichen Auftrags die Pflicht hat, in die ganze Welt zu gehen, um das Evangelium allen Geschöpfen zu verkündigen.“